# 云南野古草
云南野古草（学名：Arundinella yunnanensis）是禾本科野古草属的植物，为中国的特有植物。分布于中国大陆的西藏东南部、云南西北部等地，生长于海拔3,000米的地区，一般生于高山草地，目前尚未由人工引种栽培。
其种加词 yunnanensis 意为“云南的”。